# Issa Djibrilla
Ibrahim Issa Djibrilla (ur. 1 stycznia 1996 w Niamey) – nigerski piłkarz grający na pozycji lewoskrzydłowego. Od 2022 jest zawodnikiem klubu Zirə Baku.

## Kariera klubowa
Swoją karierę piłkarską Djibrilla rozpoczął w klubie Tsunami SC. w sezonie 2017/2018 zadebiutował w jego barwach w trzeciej lidze nigerskiej. W 2018 roku przeszedł do Sahel SC. W sezonie 2019/2020 wywalczył z nim wicemistrzostwo Nigru. W 2021 był z niego wypożyczony do burkińskiego Rahimo FC.
W 2021 roku Djibrilla przeszedł do tureckiego drugoligowca, Ankara Keçiörengücü SK. Swój debiut w nim zaliczył 15 sierpnia 2021 w zremisowanym 1:1 domowym meczu z Altınordu FK. W Keçiörengücü  grał przez rok.
W 2022 roku Djibrilla został zawodnikiem azerskiego klubu Zirə Baku. Zadebiutował w nim 25 stycznia 2023 w wygranym 3:1 domowym meczu z Sumqayıt FK.

## Kariera reprezentacyjna
W reprezentacji Nigru Djibrilla zadebiutował 10 października 2020 w wygranym 2:0 towarzyskim meczu z Czadem, rozegranym w Niamey. W debiucie strzelił gola.